# Валтер фон Дорщат
Валтер фон Дорщат (на немски: Walter von Dorstadt; † сл. 1322) е благородник от род фон Дорщат в района на Волфенбютел в Долна Саксония.
Той е син на Конрад фон Дорщат (1232 – 1269) и съпругата му Гертруд фон Амерслебен († 1262), дъщеря на Валтер фон Амерслебен († сл. 1239) и на Друткиндис (Гертруд).
Родът се нарича също „господари и графове фон Шладен“.

## Фамилия
Валтер фон Дорщат се жени за фон Волденберг, сестра на Хайнрих фон Волденберг (* пр. 1267; † 13 юли 1318 в Авиньон), епископ на Хилдесхайм (1310 – 1318), дъщеря на граф Буркард II фон Вьолтингероде-Волденберг († 1273) и фон Арнщайн-Барби. Те имат един син и четири дъщери:
- Луитгард фон Дорщат († 1321), омъжена пр. 1298 г. за Детхард фон Роздорф-Хардегзен († 6 ноември 1327)
- Буркхард фон Дорщат († 11 ноември 1357), женен пр. 9 септември 1311 г. за Юта фон Найндорф, дъщеря на Йордан фон Найндорф; имат четири сина и дъщеря
- Йохана, монахиня в Мариенберг близо до Хелмщет
- Гертруд, съпруга на Конрад фон Майнерзен
- Аделхайд, съпруга на Зигфрид фон Крам

Валтер фон Дорщат има и незаконен син:
- Лудвиг, домхер в Наумбург